# Myrcianthes
Genre
Synonymes
- Acreugenia Kausel in Ark. Bot., a.s., 3: 510 (1956)
- Anamomis Griseb. in Fl. Brit. W. I.: 240 (1860)
- Aspidogenia Burret in Notizbl. Bot. Gart. Berlin-Dahlem 15: 521 (1941)
- Pseudomyrcianthes Kausel in Ark. Bot., a.s., 3: 504 (1956)
- Reichea Kausel in Revis. Mirtaceas Chilenas: 1 (1940)
- Reicheia Kausel in Revista Argent. Agron. 9: 41 (1942), orth. var.

Myrcianthes est un genre de plantes à fleurs de la famille des Myrtaceae. Ce sont des arbustes ou des arbres originaires d'Amérique.

## Liste des espèces
- Myrcianthes alaternifolia
- Myrcianthes borealis
- Myrcianthes bradeana
- Myrcianthes callicoma
- Myrcianthes cavalcantei
- Myrcianthes cisplatensis
- Myrcianthes coquimbensis
- Myrcianthes crebrifolia
- Myrcianthes cruciata
- Myrcianthes discolor
- Myrcianthes esnardiana
- Myrcianthes ferreyrae
- Myrcianthes fimbriata
- Myrcianthes fragrans
- Myrcianthes gigantea
- Myrcianthes hallii
- Myrcianthes indifferens
- Myrcianthes karsteniana
- Myrcianthes lanosa
- Myrcianthes leucoxyla
- Myrcianthes lindleyana
- Myrcianthes mato
- Myrcianthes minimifolia
- Myrcianthes monteucalyptoides
- Myrcianthes myrsinoides
- Myrcianthes oreophila
- Myrcianthes orthostemon
- Myrcianthes osteomeloides
- Myrcianthes pedersenii
- Myrcianthes prodigiosa
- Myrcianthes pseudomato
- Myrcianthes pungens
- Myrcianthes quinqueloba
- Myrcianthes rhopaloides
- Myrcianthes riparia
- Myrcianthes roncesvallensis
- Myrcianthes rubra
- Myrcianthes sanctae-martae
- Myrcianthes sessilis
- Myrcianthes storkii

## Publication originale
- Berg O.K., 1854. Revisio Myrtacearum Americae hue usque cognitarum s. Kloizschii "Flora Americae aequinoetialis" exhibens Myriaceas. Linnaea. Ein Journal für die Botanik in ihrem ganzen Umfange Bd.27 (3): 1–472.